# Uncom OS
Uncom OS — дистрибутив Linux c открытым исходным кодом, основанный на Ubuntu, Debian и Arch Linux. Разработчиком системы является российская компания ООО «Адвилабс-Рус». Включена в Реестр российского программного обеспечения, имеет собственные репозитории на территории Российской Федерации. Является платным Linux-дистрибутивом, предоставляющим бессрочную техническую поддержку своим пользователям.
Система ориентирована на использование возможностей современного Linux-дистрибутива без необходимости изучения особенностей Linux-систем.
Система используется многими организациями в качестве замены импортных ОС, в частности, Uncom OS используется в МГУ и «Технопарке Санкт-Петербурга».

## Особенности
Отличительные особенности системы:
- магазин приложений, базирующийся на собственном репозитории Uncom OS. Каталог насчитывает более 60 тысяч приложений и содержит множество российских программ, в том числе адаптированных непосредственно для Uncom OS, например, Яндекс Браузер и Р7-Офис. Также магазин имеет раздел для обновления Flatpak-приложений. Магазин был основан на исходном коде магазина приложений Linux Mint
- использование Flatpak в качестве свободной системы управления пакетами (в противовес проприетарному Snap в Ubuntu)
- оптимизация для гейминга, в частности, оптимизация работы Steam и VK Play, внутри Steam поддерживается Proton. Разработчик также тестирует на Uncom OS корректность работы популярных игр, таких как Minecraft, «Мир танков» и Overwatch
- визуальные образы собственной разработки
- док-панель в стиле ОС Windows, являющаяся опциональной альтернативой док-панели GNOME
- собственное меню выбора раскладок клавиатуры, что отличает пользовательский опыт использования Uncom OS от использования Ubuntu, где популярная среди пользователей Windows комбинация клавиш Alt+Shift не может быть выбрана через графический интерфейс
- предпросмотр файлов в файловом менеджере, доступный по нажатию пробела
- опция скрывать приложения из меню приложений с возможностью их возвращения в меню через настройки системы
- возможность изменения иконок приложений через штатный графический интерфейс
- расширенная поддержка протоколов VPN, таких как SSTP и L2TP
- собственное приложение для восстановления целостности системы
- использование Bottles для запуска Windows-приложений, вместо Wine в Ubuntu

Помимо технических особенностей всем пользователям также предоставляется бессрочная техническая поддержка через различные каналы, в том числе через мессенджер Telegram.

## Распространение
Дистрибутив свободно распространяется для ознакомления в течение пробного периода. По истечении пробного периода дистрибутив блокирует работу части функционала, например, магазина приложений. Активируется система уникальным цифровым ключом лицензии.
Виды лицензий:
- Home — личное использование
- Business — коммерческое использование
- Enterprise — коммерческое использование с приоритетной технической поддержкой
- Education — некоммерческое использование в образовательных целях

Лицензии ОС являются бессрочными и могут быть применены на другом устройстве после деактивации на предыдущем. Дистрибутив вместе с цифровым ключом лицензии также распространяется через крупные торговые сети.

## История обновлений
Хронология основных изменений:
- 14 мая 2024 добавлена вкладка для обновления Flatpak-приложений в магазин приложений
- 8 мая 2024 добавлена док-панель в стиле ОС Windows
- 25 апреля 2024 добавлено приложение для восстановления системы
- 14 февраля 2024 переход на интерфейс GNOME 45-й версии[13]
- 4 сентября 2023 добавлено приложение настройки комбинации клавиш для смены раскладки
- 20 сентября 2023 добавлена возможность скрытия и изменения иконок приложений
- 6 декабря 2022 выпущен первый релиз системы

## Монетизация
Uncom OS использует новый для Linux-сообщества подход к монетизации, распространяя дистрибутив на платной основе даже для личного использования. Это вызывает дискуссии на тему этичности монетизации Linux-дистрибутивов. При этом коммерческое распространение дистрибутивов не нарушает лицензию GPL и принципы свободного ПО, а многие распространённые дистрибутивы, такие как Red Hat Enterprise Linux и Astra Linux, также придерживаются политики платной поддержки версий своих ОС и утилит, но, в отличие от Uncom OS, не распространяют свои продукты среди частных пользователей и выкладывают открытый код своих ОС и утилит в общий доступ для ознакомления.